# Stanisław Russocki

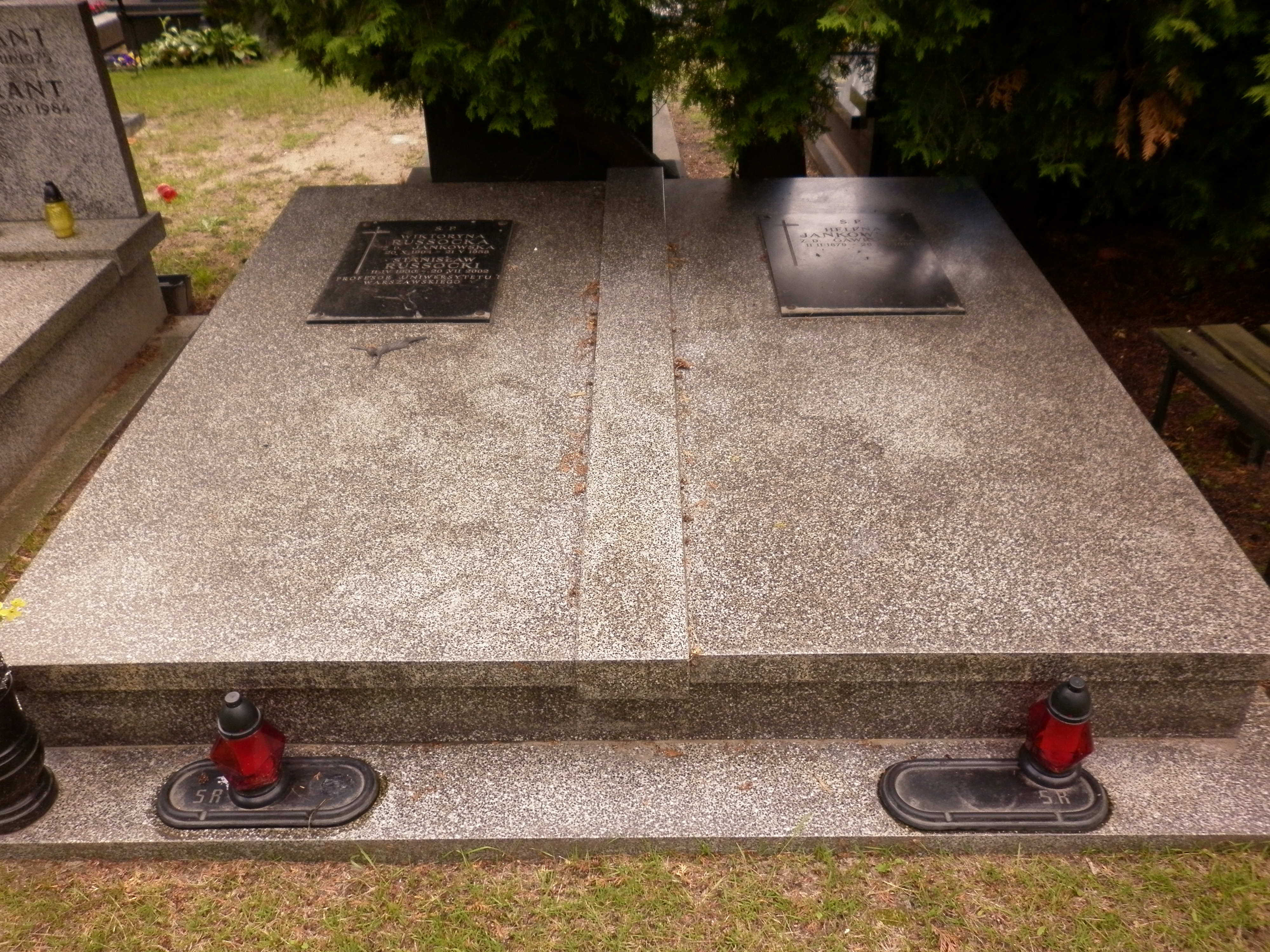
Grób Stanisława Russockiego na Powązkach-Cmentarzu Wojskowym w Warszawie

Stanisław Russocki (ur. 11 kwietnia 1930 we Lwowie, zm. 20 lipca 2002) – polski historyk, specjalista w zakresie ustroju Polski, profesor Uniwersytetu Warszawskiego.

## Praca naukowa
W 1949 ukończył VII Liceum Ogólnokształcące im. Juliusza Słowackiego w Warszawie, następnie studiował na Wydziale Prawa i Administracji UW. Od 1950 był związany jako zastępca asystenta w nowo powstałym Instytutem Historii Prawa. Po obronie pracy magisterskiej w 1953 pozostał w macierzystym instytucie. W 1960 obronił pracę doktorską, habilitował się w 1973. W 1983 otrzymał tytuł profesora nadzwyczajnego, w 1993 profesora zwyczajnego. W roku akademickim 1998/1999, z powodu postępującej choroby, zakończył pracę na UW.
W latach 1966–1971 był sekretarzem generalnym Polskiego Towarzystwa Historycznego.
30 lipca 2002 został pochowany na Wojskowych Powązkach (kwatera G-12-8).

## Rodzina
Stanisław Russocki był potomkiem (czterokrotnym prawnukiem) Mikołaja Russockiego, który w latach 1790-1792 był posłem na Sejm Wielki. Jego rodzicami byli Andrzej Russocki (ur. 13 września 1899, zm. 15 marca 1936) i Wiktoryna Jankowska (ur. 20 października 1904, zm. 21 maja 1958). 16 grudnia 1954 poślubił w Warszawie Janinę Joannę Twarowską (ur. 1 stycznia 1934 w Warszawie), z którą miał dwójkę dzieci: Władysława Andrzeja (ur. 21 lipca 1958) i Magdalenę Henrykę (ur. 31 maja 1964).

## Publikacje (wybór)
- S. Russocki, S. K. Kuczyński, J. Willaume, Godło, barwy i hymn Rzeczypospolitej. Zarys dziejów, Wiedza Powszechna, 1970 (2. wydanie)
- S. Russocki, S. K. Kuczyński, J. Willaume, Godło, barwy i hymn Rzeczypospolitej, 1978
- S. Russocki, Monarchia i stany w Polsce późnego średniowiecza w: Przeglądzie humanistycznym XXXVII, 1993
- S. Russocki, W. Sudnik (pod red. nauk.) Parlament, prawo, ludzie. Studia ofiarowane profesorowi J. Bardachowi w sześćdziesięciolecie pracy twórczej, Wydawnictwo Sejmowe, Warszawa, 1996